# 銅の鳥居

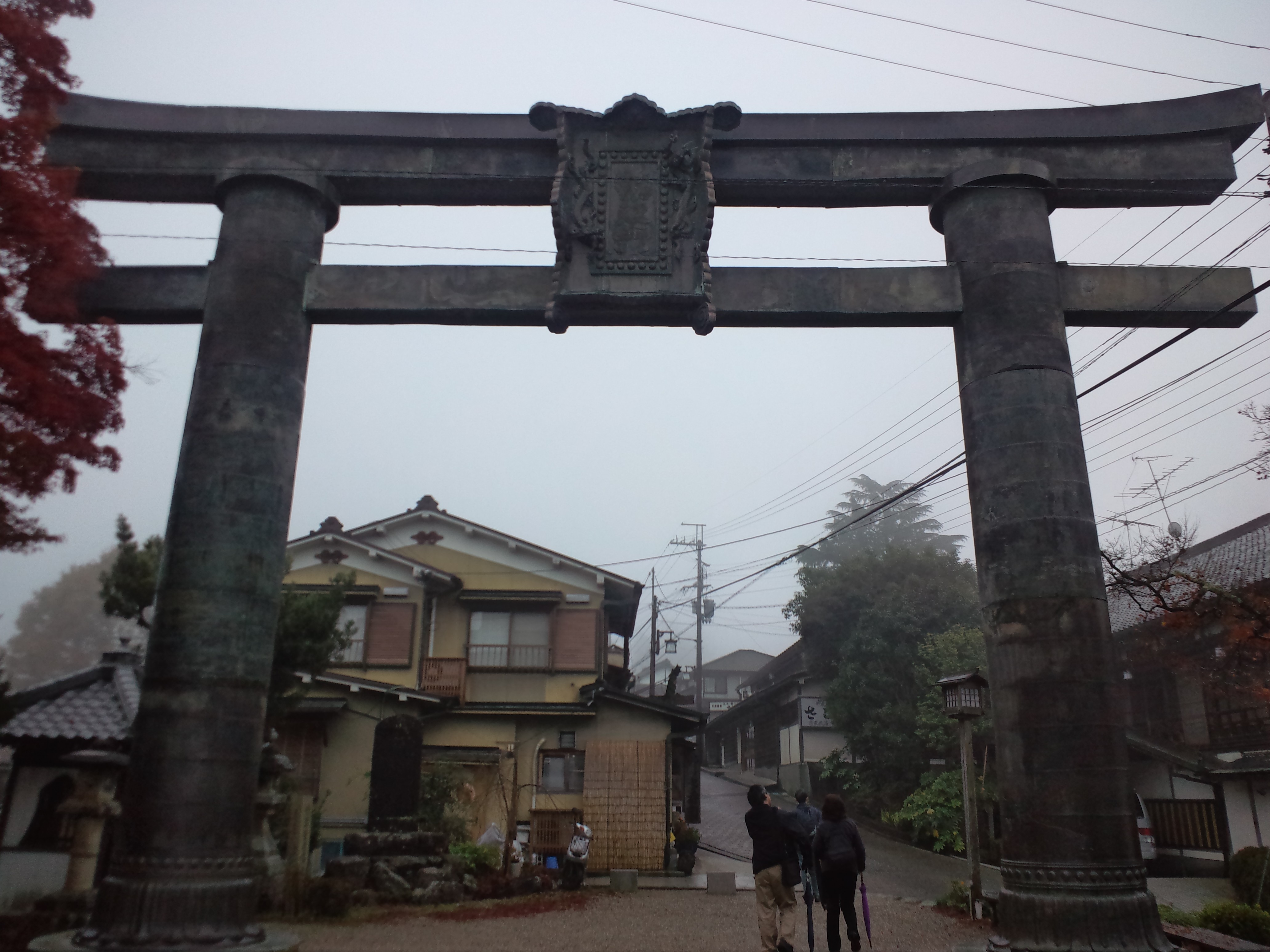
銅の鳥居

銅の鳥居（かねのとりい）は、奈良県吉野郡吉野町吉野山にある金峯山寺の銅で造られた鳥居である。
大峰山上までに修行（しゅぎょう）、等覚（とうかく）、妙覚（みょうかく）の3つの門があり、この鳥居は第一門で「発心門」とも呼ばれていた。創立年代不詳であるが、俗に東大寺盧舎那仏像（奈良の大仏）鋳造の際に余った銅を使い建立されたという。
『太平記』によれば1348年（南朝：正平3年、北朝：貞和4年）に高師直の兵火により焼け落ちたとあり、その後の再建時期は不明であるが、康正（1455年から1457年）の頃に復興されたと考えられている。

## アクセス
- 近鉄吉野線吉野駅より吉野ロープウェイ乗り換え「吉野山」下車、徒歩約5分